# 안드레이 제코프
안드레이 게오르기에프 제코프(불가리아어: Андрей Георгиев Жеков, 1980년 3월 12일~)는 불가리아의 배구 선수, 지도자로 포지션은 세터이다. 불가리아 배구팀인 레프스키 소피아에서 대부분의 선수 생활을 보냈으며, 러시아, 그리스, 튀르키예, 이탈리아, 루마니아에서 선수 생활을 했다. 불가리아 국가대표로 활동하여 올림픽에 1회 출전했고, 세계 선수권 대회, 월드컵, 유럽 선수권 대회에서 동메달을 1개씩 획득했다.